# Xiaochiyuan Shuiku
Xiaochiyuan Shuiku är en reservoar i Kina. Den ligger i provinsen Fujian, i den sydöstra delen av landet, omkring 130 kilometer nordväst om provinshuvudstaden Fuzhou. Xiaochiyuan Shuiku ligger 262 meter över havet. Arean är 0,23 kvadratkilometer. I omgivningarna runt Xiaochiyuan Shuiku växer i huvudsak blandskog. Den sträcker sig 0,8 kilometer i nord-sydlig riktning, och 0,6 kilometer i öst-västlig riktning.
Genomsnittlig årsnederbörd är 2 345 millimeter. Den regnigaste månaden är juni, med i genomsnitt 345 mm nederbörd, och den torraste är oktober, med 33 mm nederbörd.